# Tommy Macias
Tommy Macias, född 20 januari 1993 i Boo, är en svensk judoutövare som tävlar för klubben Saltsjö judoklubb. Den 23 juni 2019 vann han guld i 73 kilo vid Europeiska spelen i Minsk vilket innebar att han också blev Europamästare. Den 8 Juni 2021 vann han VM-silver i Budapest, detta var den första medaljen på herrsidan någonsin i judo.
Macias är bosatt i Köpenhamn.